# 黄喉姬鼠
黄喉姬鼠（学名：Apodemus flavicollis）是一种原产于欧洲与西亚的鼠科姬鼠属动物。黄喉姬鼠与小林姬鼠亲缘关系很近，直至1894年才被认为是独立的物种。它们之间的主要区别在于黄喉姬鼠颈部有一整圈黄毛，尾巴更长、耳朵也更大。它会爬树，有时会在建筑物中越冬。
黄喉姬鼠可以将森林脑炎传染给人类，不过它们自己对该病毒免疫。此外，它们还是多布拉瓦（Dobrava）汉坦病毒的自然宿主，人类感染此病毒后会导致肾综合征出血热。